# Arabo
Arabo (em armênio/arménio:  Արաբօ), nascido Stepanos Mkhitaryan, (em armênio/arménio:  Ստեփանոս Մխիթարյան, 1863–1893), foi um fedai armênio do final do século XIX, um dos primeiros fedais.
Arabo nasceu na aldeia de Kurtis (província de Bitlisse, atual Turquia). Ele estudou na escola do mosteiro Arakelots em Muxe. Começando no final da década de 1880, ele liderou os grupos fedais armênios de Sassúnia e Taraunitis. Em 1892, ele foi preso pelas autoridades turcas e condenado a 15 anos de prisão, mas escapou do encarceramento e retomou as atividades fedais. A partir de 1889, ele foi ao Cáucaso diversas vezes para continuar suas atividades fedais. Ele participou da primeira conferência da Federação Revolucionária Armênia em 1892. Na primavera de 1893, ele retornou a Bitlisse para ajudar os rebeldes de Sassúnia, mas foi morto em 1893 durante uma batalha com gangues curdas na estrada de Quenes para Mush com seus quatro companheiros.